# Antidesma
Antidesma es un género de plantas con flores perteneciente a la familia Phyllanthaceae. Consiste en 330 especies nativas de Asia y Australia.

## Especies seleccionadas
- Antidesma acidum
- Antidesma acuminatissimum
- Antidesma acuminatum
- Antidesma acutisepalum